# Зодиак (Marvel Comics)
Зодиак (англ. Zodiac) — название различных групп персонажей американских комиксов издательства Marvel Comics.

## История публикаций
Первая версия Зодиака, состоящая из людей, появилась в комиксе The Avengers #72 (январь 1970) и была создана Роем Томасом и Сэлом Бьюсемой.
Вторая версия Зодиака, состоящая из андроидов, впервые появилась в The Defenders #49 (июль 1977) и была создана Дэвидом Энтони Крафтом и Китом Гиффеном.
Третья версия Зодиака, состоящая из людей, впервые появилась во втором томе Alpha Flight и была создана Стивеном Т. Сиглом, Скоттом Кларком и Крисом Карлсоном.
Четвёртая версия Зодиака дебютировала в New Warriors vol. 4 #4-5 (ноябрь-декабрь 2007) и была создана Кевином Гревье и Джо Караманьей.
Пятая версия Зодиака впервые появилась в Avengers Assemble vol. 2 #1 и была создана Брайаном Майклом Бендисом и Марком Багли.

## Альтернативные версии

### Ultimate Marvel
Во вселенной Ultimate Marvel Кингпин и Мистерио охотились за Ключом Зодиака.

## Вне комиксов

### Телевидение
- Зодиак появляется в мультсериале «Мстители. Всегда вместе» (1999). Группа состоит из пришельцев, чей образ базируется на одноимённых тёзках-животных, во главе с Тельцом, и стремятся получить Ключ Зодиака.
- Зодиак фигурирует в аниме «Железный человек» (2010) и представляет собой террористическую организацию, связанную с А.И.М., которая позволяет им использовать передовые технологии, основанные на их астрологических символах, таких как роботы в стиле Скорпиона, Рака, Водолея и Стрельца, а также энергетические оружие и технологии управления разумом.
- Зодиак появляется в мультсериале «Великий Человек-паук» (2012). Группа, возглавляемая Максом Фьюри / Скорпионом, состоит из пехотинцев, использующих образы Тельца, Овна и Льва, которые носят маски в соответствии со своими астрологическими символами.

## Критика
Comic Book Resources поместил Зодиак на 8-е место среди «10 лучших злодеев Мстителей категории B». Также Зодиак занял 6-е место среди «15 самых могущественных врагов Лунного рыцаря» по версии Screen Rant.